# Osaka International 2011
Die Osaka International 2011 im Badminton fanden vom 6. bis zum 10. April 2011 in der Stadt Moriguchi, Präfektur Osaka statt.

## Medaillengewinner
| Disziplin    | Gold                           | Silber                          | Bronze                           |
| ------------ | ------------------------------ | ------------------------------- | -------------------------------- |
| Herreneinzel | Keigo Sonoda                   | Sho Zeniya                      | Rei Sato                         |
| Herreneinzel | Keigo Sonoda                   | Sho Zeniya                      | Riichi Takeshita                 |
| Dameneinzel  | Minatsu Mitani                 | Megumi Taruno                   | Shizuka Uchida                   |
| Dameneinzel  | Minatsu Mitani                 | Megumi Taruno                   | Yuki Fukushima                   |
| Herrendoppel | Takatoshi Kurose Keigo Sonoda  | Shu Wada Tatsuya Watanabe       | Tsai Chia-hsin Tseng Ching-chung |
| Herrendoppel | Takatoshi Kurose Keigo Sonoda  | Shu Wada Tatsuya Watanabe       | Takeshi Kamura Sho Zeniya        |
| Damendoppel  | Miri Ichimaru Shiho Tanaka     | Yuriko Miki Koharu Yonemoto     | Yasuyo Imabeppu Atsuko Koike     |
| Damendoppel  | Miri Ichimaru Shiho Tanaka     | Yuriko Miki Koharu Yonemoto     | Sayuri Asahara Yuko Kanamori     |
| Mixed        | Takeshi Kamura Koharu Yonemoto | Keisuke Kawaguchi Shinobu Ogura | Ryota Taohata Yuriko Miki        |
| Mixed        | Takeshi Kamura Koharu Yonemoto | Keisuke Kawaguchi Shinobu Ogura | Takatoshi Kurose Megumi Yokoyama |